# Ашхабад (парк)
Парк культуры и отдыха «Ашхабад» (туркм. Aşgabat seýilgähi) — крупный парк в центре Ашхабада, старейший в городе. Расположен между улицами Кулиева и Азади и проспектами Махтумкули и Сапармурата Туркменбаши. На сегодняшний день занимает площадь в 7 гектаров.

## История
Заложен в 1887 году, поначалу назывался городским летним садом. Основан в 1890 году как «Офицерский парк», во времена Российской Империи в нём располагалось здание Дворянского собрания. При СССР носил название «им. Ленина», а в народе именовался «Первый парк». В эпоху туркменской независимости парку было дано название — «Ашхабад». В 2014 году был открыт после капитальной реконструкции.

## Планировка и оформление
У парадного входа установлена зелёная лужайка в виде циферблата. В парке растут деревья возрастом 100 и более лет. Вдоль главной аллеи, по обе стороны расположены различные аттракционы, беседки и павильоны. В парке установлены крупные фигуры динозавров. Посетители могут перекусить в различных ресторанах, кафе и передвижных точках питания. В парке построен амфитеатр культурного центра парка, где проходят концерты классической, народной и эстрадной музыки.